# Stiphodon percnopterygionus
Stiphodon percnopterygionus är en fiskart som beskrevs av Watson och Chen, 1998. Stiphodon percnopterygionus ingår i släktet Stiphodon och familjen smörbultsfiskar. IUCN kategoriserar arten globalt som otillräckligt studerad. Inga underarter finns listade i Catalogue of Life.